# Hans Heinz Heldmann
Hans Heinz Heldmann (9 d'abril de 1929 - 8 d'octubre de 1995) va ser un advocat alemany, especialitzat en dret penal, immigració i asil, escriptor i assessor de l'organització pels drets civils Unió Humanista. Va treballar principalment en els seus propis despatxos d'advocats a Múnic, Darmstadt i Frankfurt del Main.

## Advocat
El treball jurídic de Heldmann es va centrar en els drets de les minories, especialment en la llei d'immigració. Va representar a minories als tribunals des dels anys 1960, inicialment estudiants perses de l'oposició i palestins amenaçats d'expulsió, així com comunistes estrangers perseguits a la República Federal Alemanya i àrabs que demanaven asil. De 1975 a 1977 va ser l'advocat de confiança del militant de la Fracció de l'Exèrcit Roig (RAF) Andreas Baader en el judici de Stammheim. Heldmann es veia a si mateix com un «demòcrata radical». Aleshores, el setmanari Der Spiegel va escriure: «Com a successor de Klaus Croissant, Heldmann esdevé un advocat que, com el representant d'Ensslin, Otto Schily, ofereix brillantor i aptitud forense, però alhora, malgrat tot el seu compromís amb els drets dels seus clients, sembla inabastable per l'acusació de ser un simpatitzant».

## Unió Humanista
A la dècada de 1960 es va convertir en assessor legal de l'organització en defensa dels drets civils Unió Humanista. El 1966, com a advocat, va examinar en nom d'un client si l'Autoregulació voluntària de la indústria cinematogràfica (FSK) com a «institució successora de la censura de l'ocupació» es podia conciliar amb la Llei fonamental per a la República Federal d'Alemanya. A finals dels anys 1960 es va donar a conèixer entre activistes dels drets humans d'arreu del món quan, en nom d'Amnistia Internacional, va fer d'observador internacional en diversos judicis penals celebrats a Teheran durant el règim del xà Mohammad Reza Pahlavi. En els darrers anys de la seva vida va fer campanya contra la reforma de la Llei d'asil alemanya aprovada el 1992 i el desmantellament dels drets dels presos en centres d'internament d'estrangers.

## Escriptor
Des de la dècada de 1960 també va ser autor de diversos anàlisis i llibres crítics sobre lleis d'immigració. El 1968 va publicar un llibre amb 158 Worten des Vorsitzenden Heinrich amb el pseudònim de «Gebrüder Grimmig». Es tracta d'una col·lecció de cites comentades satíricament del president federal Heinrich Lübke, que va ser publicat per l'editor d'art i ciència de Munic Heinz Moos.

## Publicacions
- Zurechnungsunfähigkeit und verminderte Zurechnungsfähigkeit in rechtsvergleichender Darstellung. Freiburg i. Br., 1956
- Das Ausländergesetz 1965. Munic: Humanistische Union, 1967
- Stammheimer Briefwechsel. A: Sonnemann, Ulrich (editor): Der misshandelte Rechtsstaat in Erfahrung und Urteil bundesdeutscher Schriftsteller, Rechtsanwälte und Richter. Köln: Kiepenheuer und Witsch, 1977.
- Plädoyer zum Stammheimer Prozeß und weitere Dokumente zur Politischen Justiz. A: Kritische Justiz. 1977, núm. 2
- Irmgard Möller berichtet. Dokumentation. edició de Hans-Heinz Heldmann u. a. o. O.: Selbstverlag, 1978
- Strafrechtskritik und Strafrechtsreform 1954–1988. Frankfurt am Main Haag & Herchen 1988
- Die Vollstreckung der Entkleidungsordnung. Verteidigerausschluss durch Sitzungspolizei. Zum 2. Prozeß gegen Irmgard Möller, Bremen, Selbstverlag, 1978 (amb Jutta Bahr-Jendges i Rainer Frommann).
- Verwaltung versus Verfassung. Frankfurt am Main: Lang, 1989
- Ausländergesetz. Frankfurt am Main, Bettinaplatz 1: H. Heldmann, 1991, 2. Aufl. 1993